# Нойзальца-Шпремберг
Нойзальца-Шпремберг (нім. Neusalza-Spremberg) — місто в Німеччині, розташоване в землі Саксонія. Входить до складу району Герліц. Центр об'єднання громад Нойзальца-Шпремберг.
Площа — 23,89 км2. Населення становить 3264 ос. (станом на 31 грудня 2020).

## Галерея

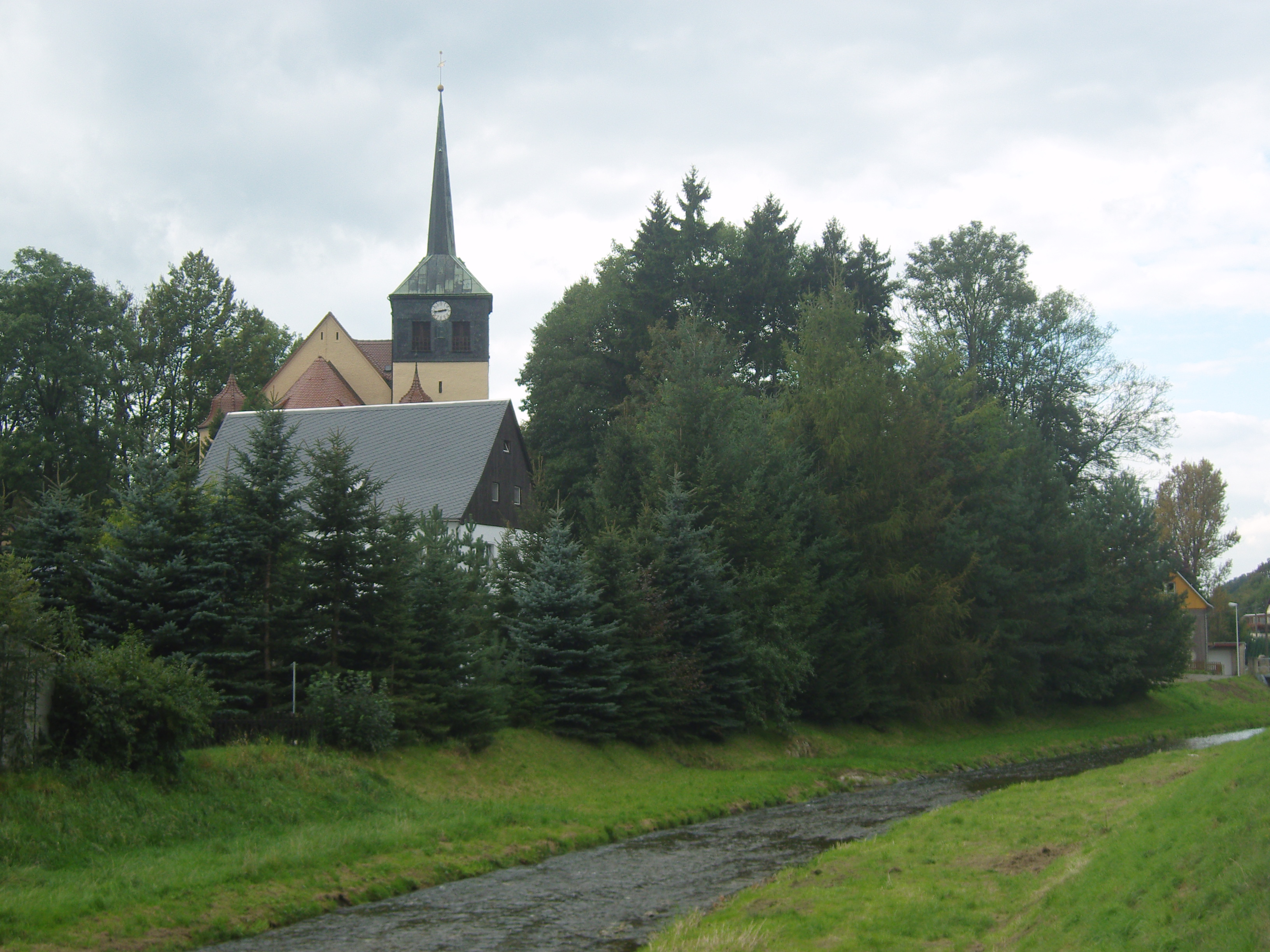
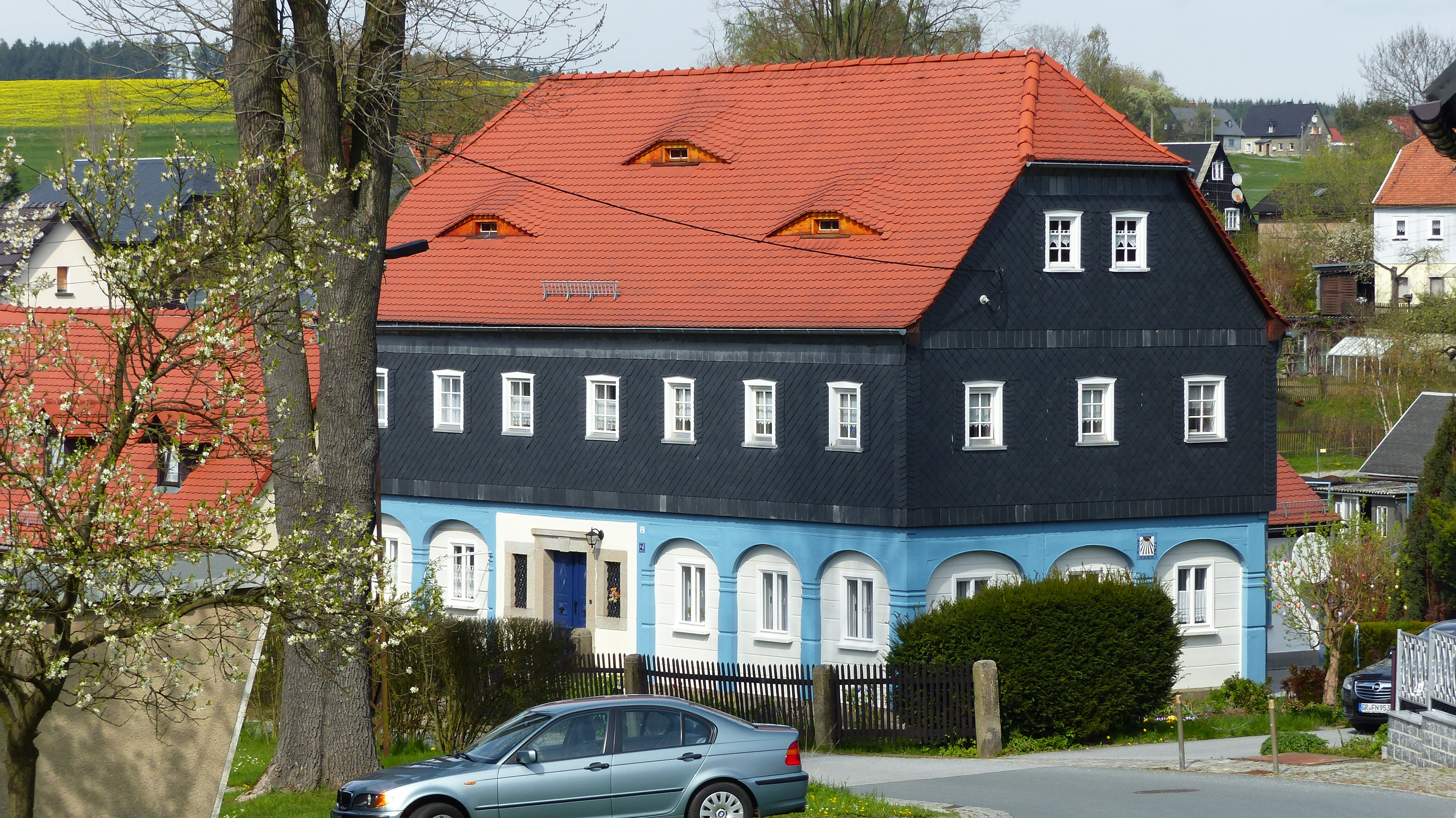
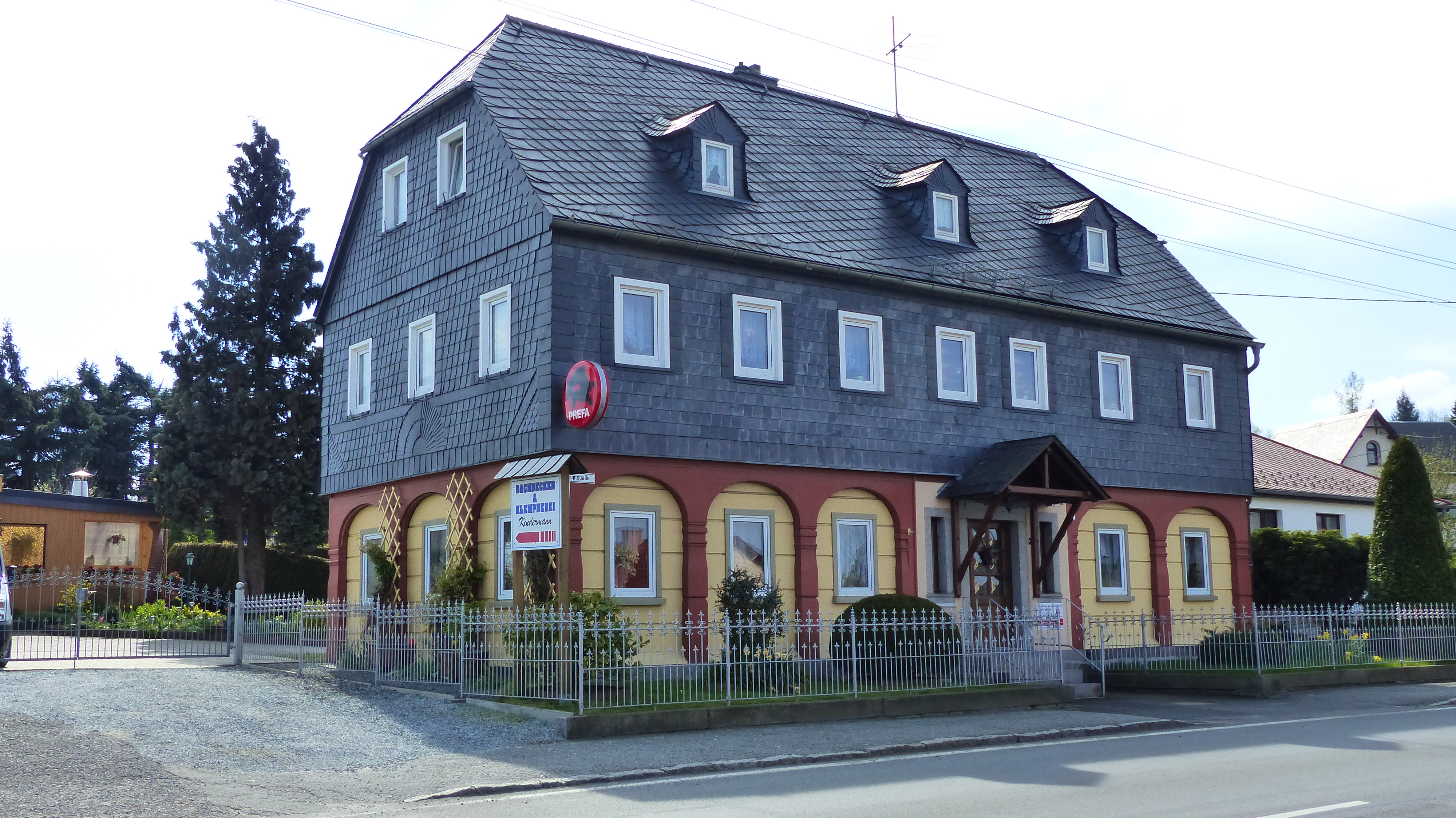
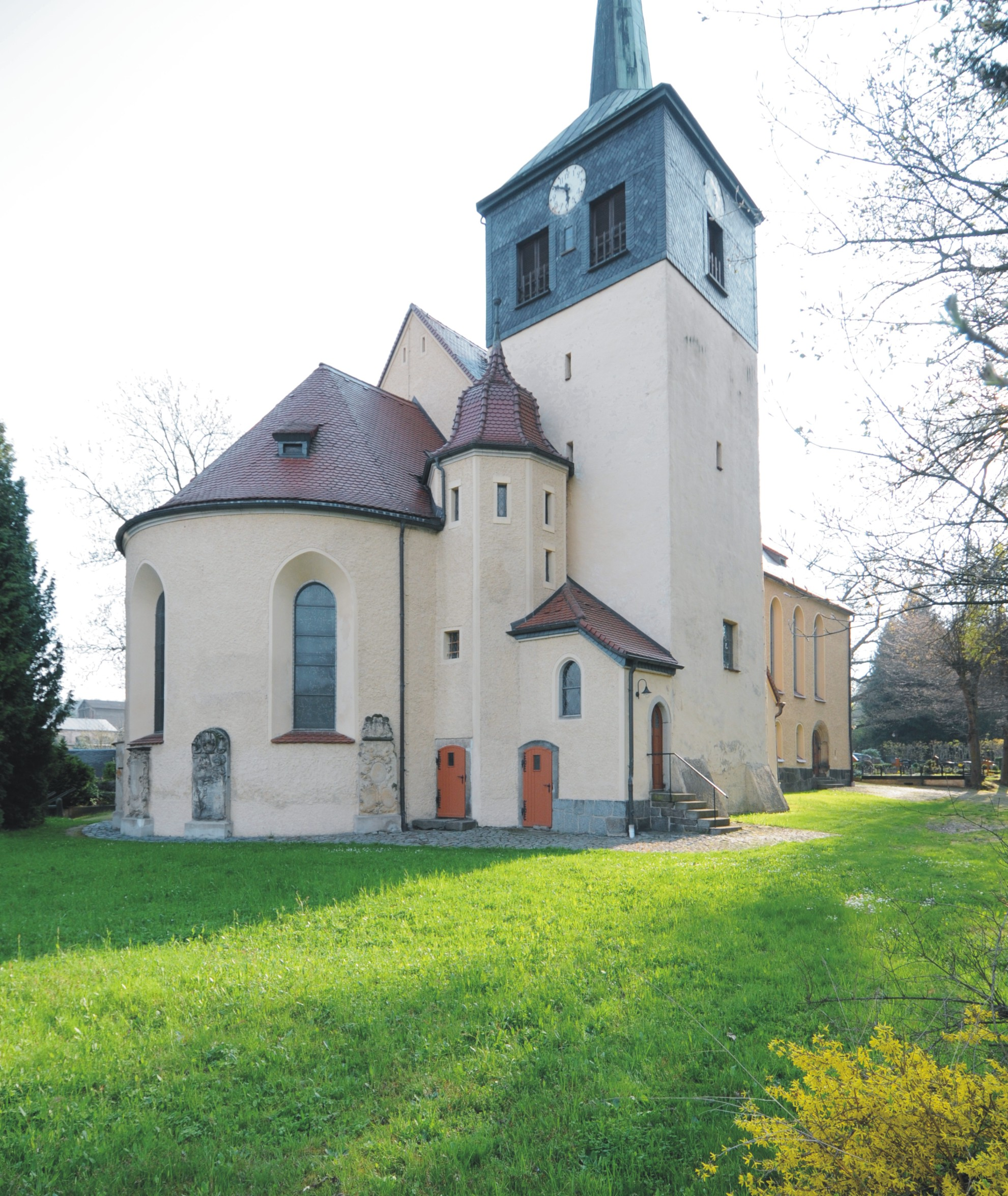
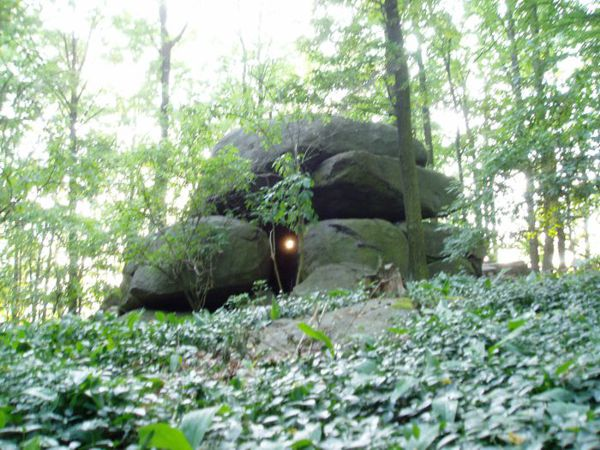
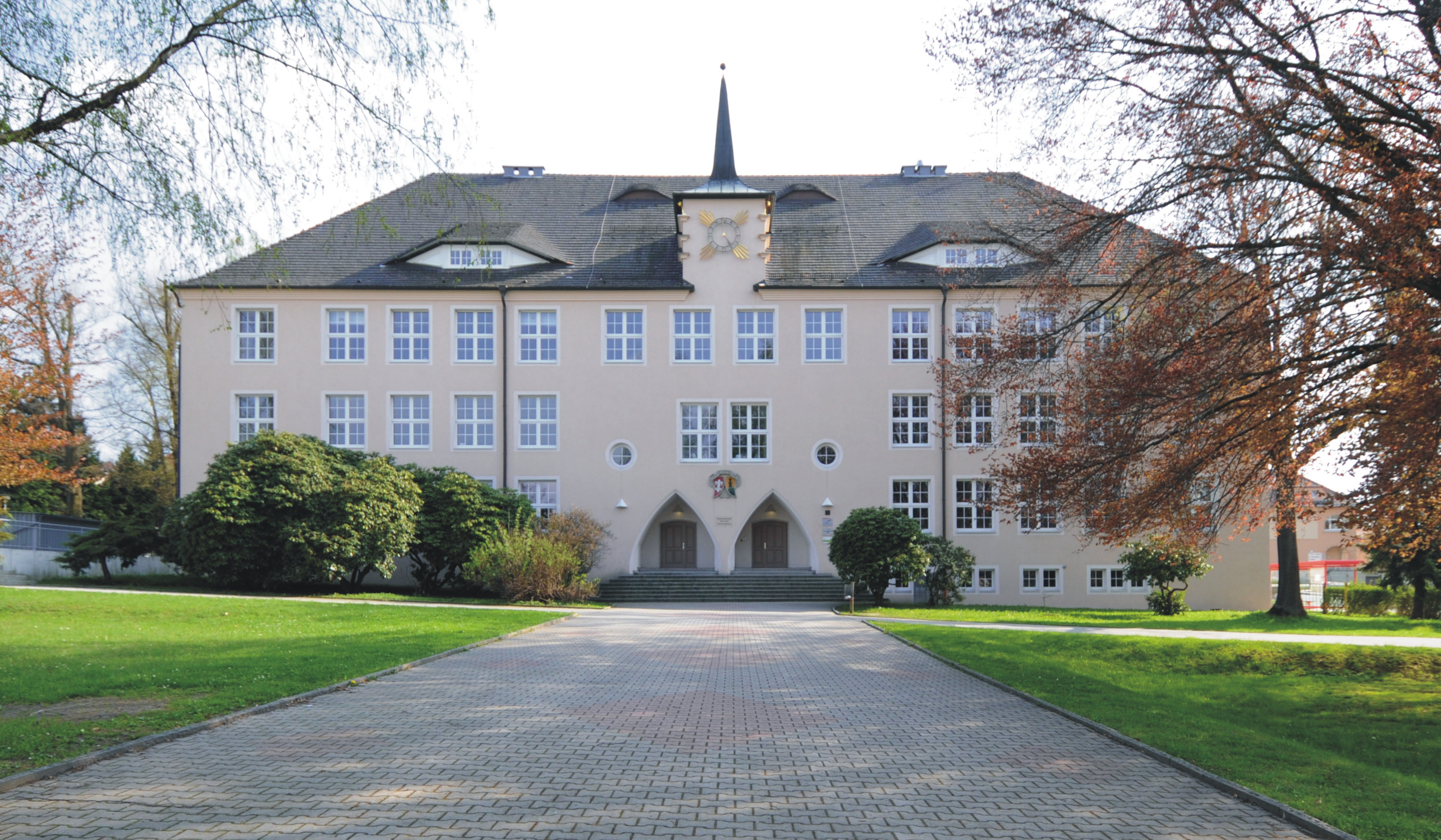